# Kraków Płaszów
Kraków Płaszów – stacja kolejowa w Krakowie, w dzielnicy XIII Podgórze, w Płaszowie. Znajduje się w południowo-wschodniej części miasta. Według klasyfikacji PKP ma kategorię dworca aglomeracyjnego.

## Ruch pasażerski
| Rok  | Wymiana roczna | Wymiana pasażerska na dobę | miejsce w Polsce |
| ---- | -------------- | -------------------------- | ---------------- |
| 2017 | 840 000        | 2 310                      |                  |
| 2018 | 876 000        | 2 400                      |                  |
| 2019 | 894 000        | 1 900                      |                  |
| 2020 |                | 700–900                    |                  |
| 2021 | 402 000        | 1 100                      |                  |
| 2022 | 475 000        | 1 300                      |                  |

## Opis
Jest drugą pod względem wielkości i liczby pasażerów stacją kolejową w Krakowie. Zapewnia połączenia lokalne, dalekobieżne i międzynarodowe w kierunku Tarnowa (i dalej m.in. Rzeszowa, Przemyśla, Nowego Sącza, Krynicy, Lwowa, Kijowa) oraz w kierunku Krakowa Głównego (i dalej m.in. Warszawy, Gdyni, Poznania, Wrocławia, Szczecina, Katowic, Berlina).
Dworzec jest administrowany przez PKP.

## Historia
Oddany do użytku w 1884 roku w związku z budową łącznicy odchodzącej od Galicyjskiej Kolei Transwersalnej łączącej Suchą (dziś Suchą Beskidzką) ze stacją Podgórze (dziś Kraków Płaszów).

Od 1885 roku, po oddaniu do użytku stacji Podgórze Miasto (dziś Kraków Podgórze) zmieniono nazwę na Podgórze Płaszów. W latach 1884–1910 powstał zespół budynków stacyjnych związanych zarówno z obsługą podróżnych, jak i infrastrukturą techniczną. Wzniesiono też obiekty mieszkalne dla pracowników węzła. W tym też okresie w obrębie podgórskiego węzła kolejowego powstała lokomotywownia (dawna nazwa Wola Duchacka) oraz warsztaty naprawcze wagonów należące do kolei CLB (Carl Ludwig Bahn) później upaństwowionej i przejętej przez kkStB. W 1915 roku nastąpiło połączenie Podgórza i Krakowa. Wobec tego faktu należało zmienić nazwę stacji, którą przemianowano na Kraków Płaszów. Miało to miejsce dopiero w 1924 roku. W 1927 roku zbudowano istniejącą do dziś lokomotywownię Kraków Płaszów, którą tworzył zespół budynków biurowych i technicznych oraz dwie hale wachlarzowe parowozowni. W latach 1939–1945 stacja nosiła nazwę Krakau Plaszow i została objęta rozbudową w ramach modernizacji węzła krakowskiego, która dotyczyła obiektów infrastruktury technicznej (rozbudowa parowozowni – budowa hali prostokątnej). Przebudowano też południowo-wschodnią głowicę rozjazdową oraz tor łączący z nowo wybudowaną stacją towarową w Prokocimiu. W latach 1942–1944 przy ul. Dworcowej zbudowano zespół bloków mieszkalnych dla pracowników kolei. W roku 1960 oddano do użytku zmieniony wylot linii pasażerskiej w stronę Skawiny wraz z drugim wiaduktem nad ul. Wielicką (pierwszy wiadukt oddano w roku 1947). Zabytkowy, poaustriacki budynek dworca płaszowskiego został rozebrany w latach 60. XX wieku i zastąpiony postawionym w latach 1965–1967 pudełkowatym budynkiem dworcowym, pozbawionym stylu architektonicznego. W miejscu pierwszej parowozowni Wola Duchacka, przy ul. Prokocimskiej, w l. 1996-98 wybudowano nowoczesny gmach urzędu pocztowego. Poczta płaszowska związana była dawniej mocno z koleją. Ostatni kurs wagonu pocztowego odbył się 29 maja 2011 w relacji Kraków Płaszów – Szczecin Główny.
Na początku 2015 roku rozpoczął się generalny remont dworca, którego wykonawcą było Przedsiębiorstwo Budownictwa Ogólnego Kartel. W ramach remontu m.in. zmniejszono starą bryłę budynku, odnowionio elewację i wnętrza, wymienione okna i drzwi oraz wszystkie instalacje. Uporządkowany został również plac przed dworcem, na którym zorganizowano parking typu „Kiss&ride”. 11 grudnia 2015 dworzec został ponownie otwarty.
Wnętrze budynku dworca zdobi ceramika, wykonana w 1968 roku w Spółdzielni Wyrobów Ceramicznych „Kamionka” w Łysej Górze a zaprojektowana przez Antoniego Hajdeckiego i Anielę Szatarę-Tymcik.

## Powiązania komunikacyjne
Dworzec Płaszów Estakada – przystanek na estakadzie tramwajowo-pieszo-rowerowej nad stacją, dostępny z peronów 1 i 2 schodami i windami.
Dworcowa – ok. 300 m od dworca, w obrębie skrzyżowania dwujezdniowej ulicy Wielickiej oraz ulicy Dworcowej.

## Galeria

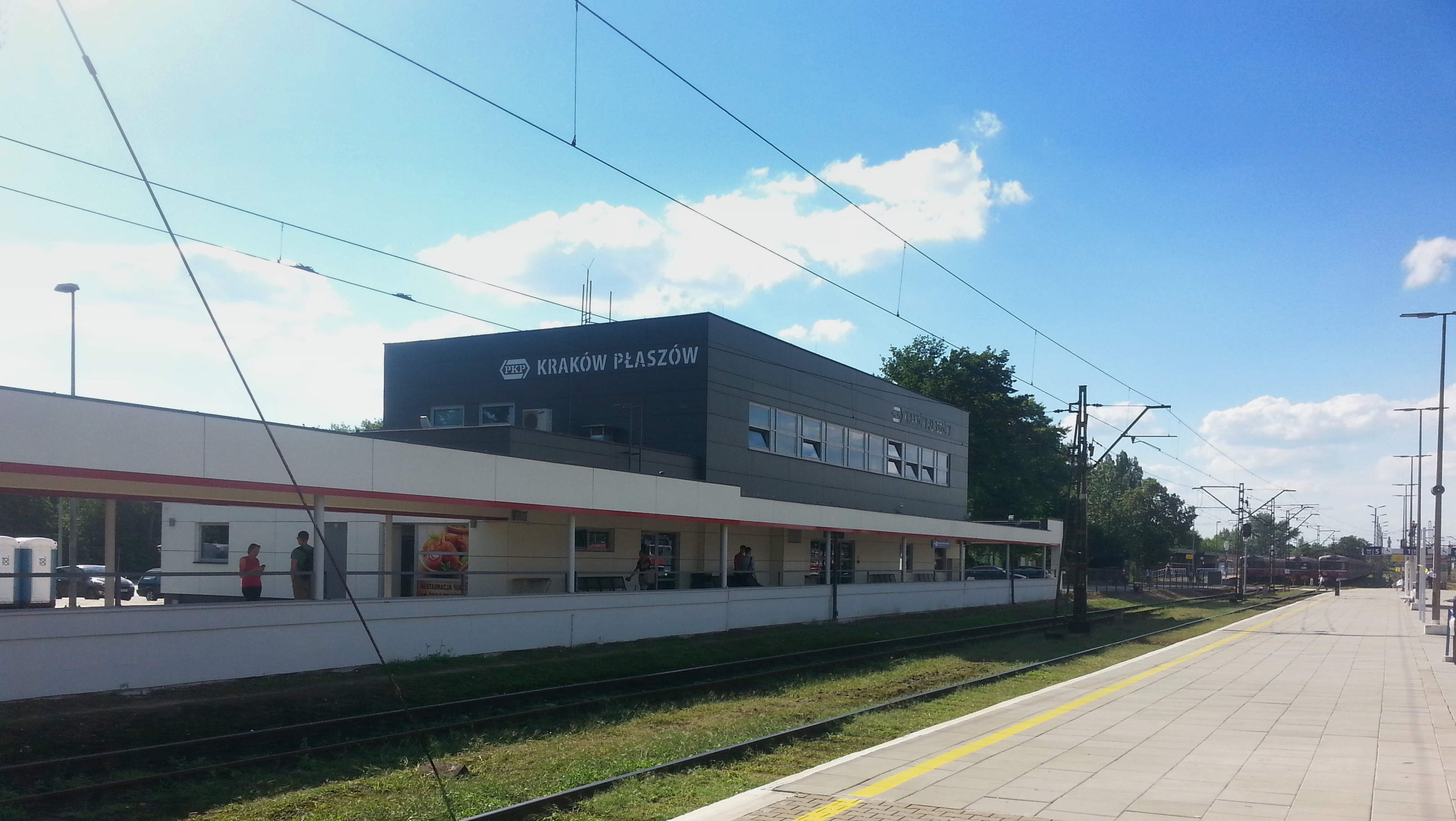
Widok na budynek stacyjny z dawnego peronu 1
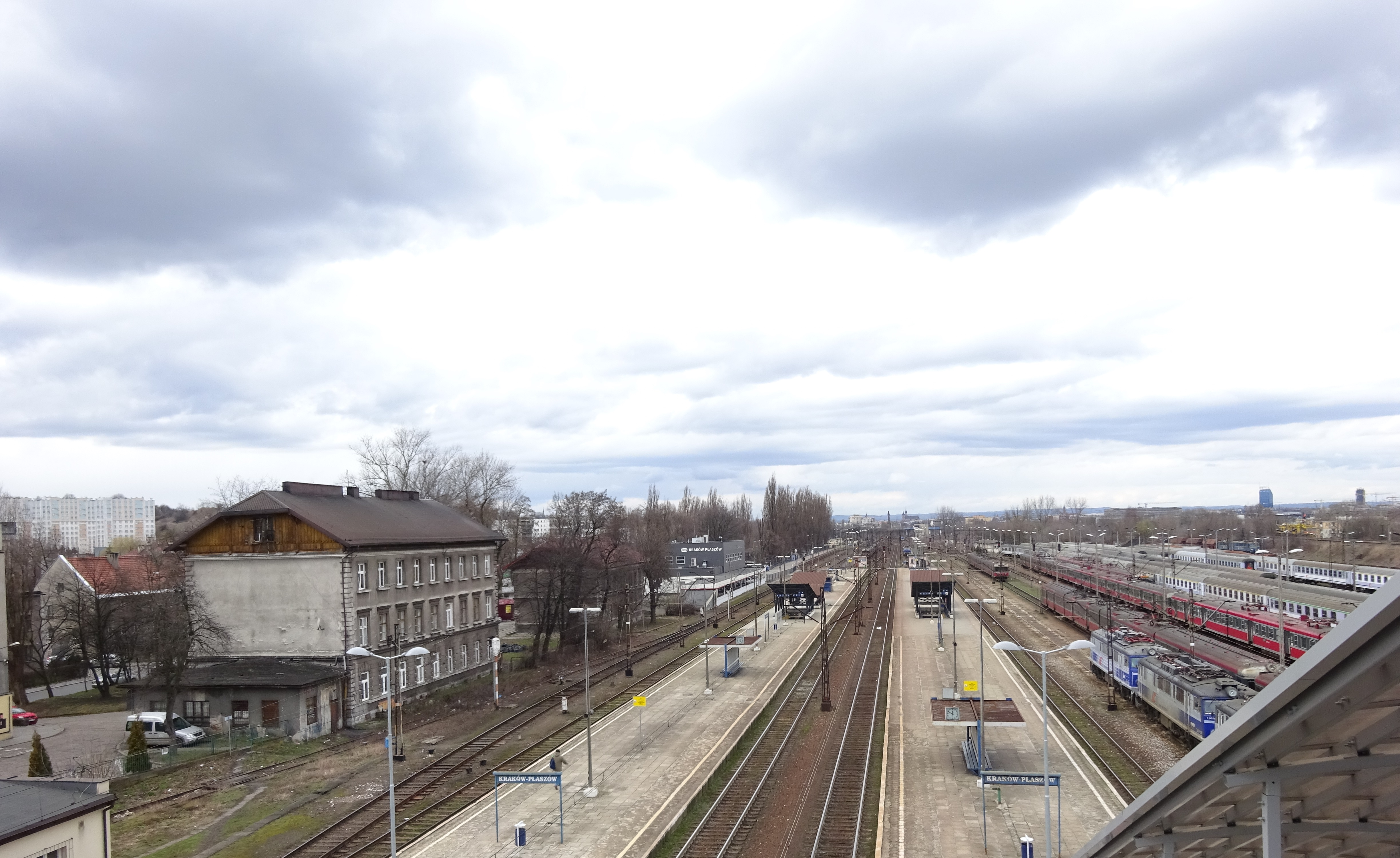
Widok z estakady tramwajowej w kierunku północno-zachodnim na perony stacji Kraków Płaszów (2016)
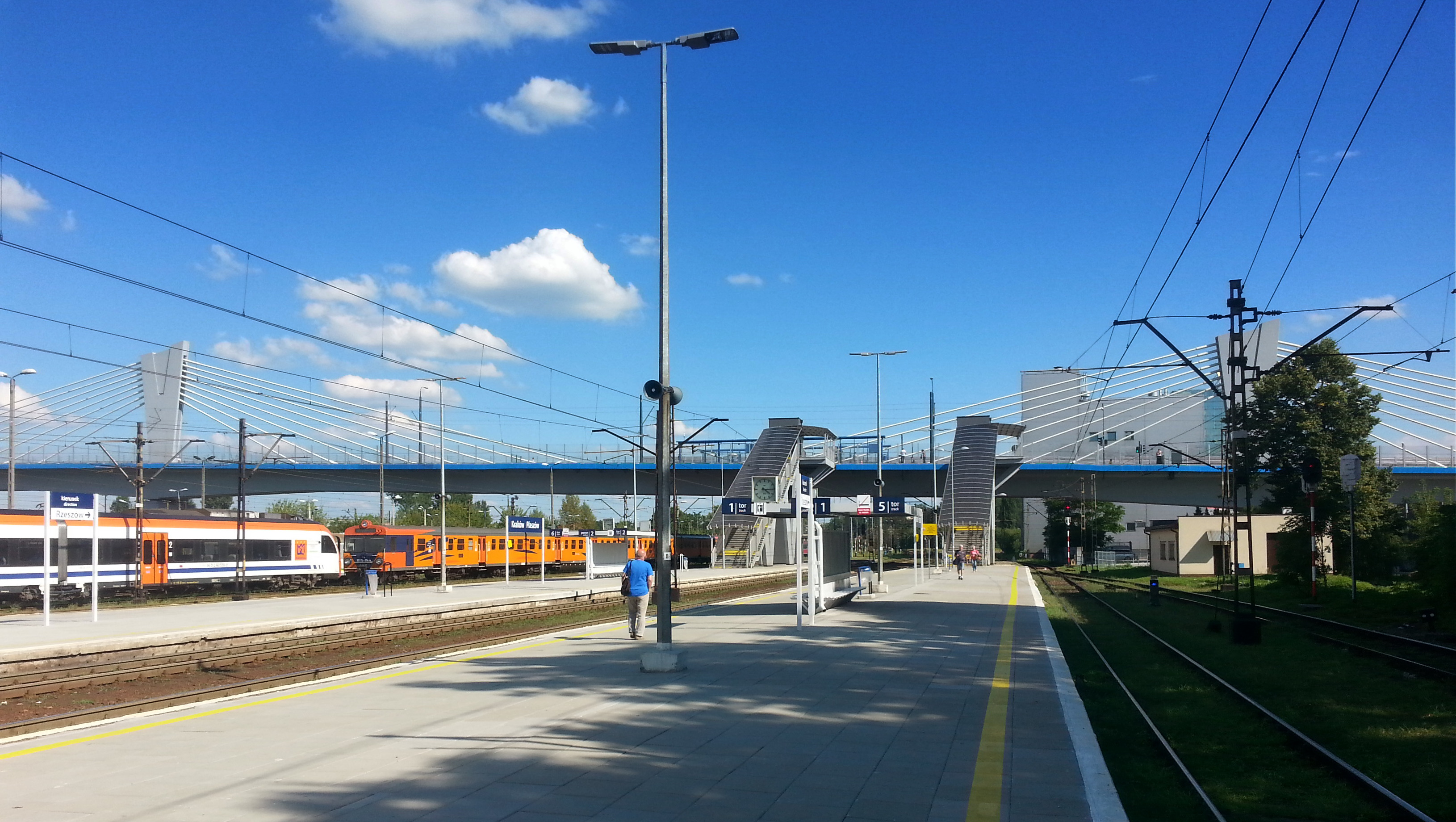
Dawny peron 1, z widokiem na estakadę tramwajową
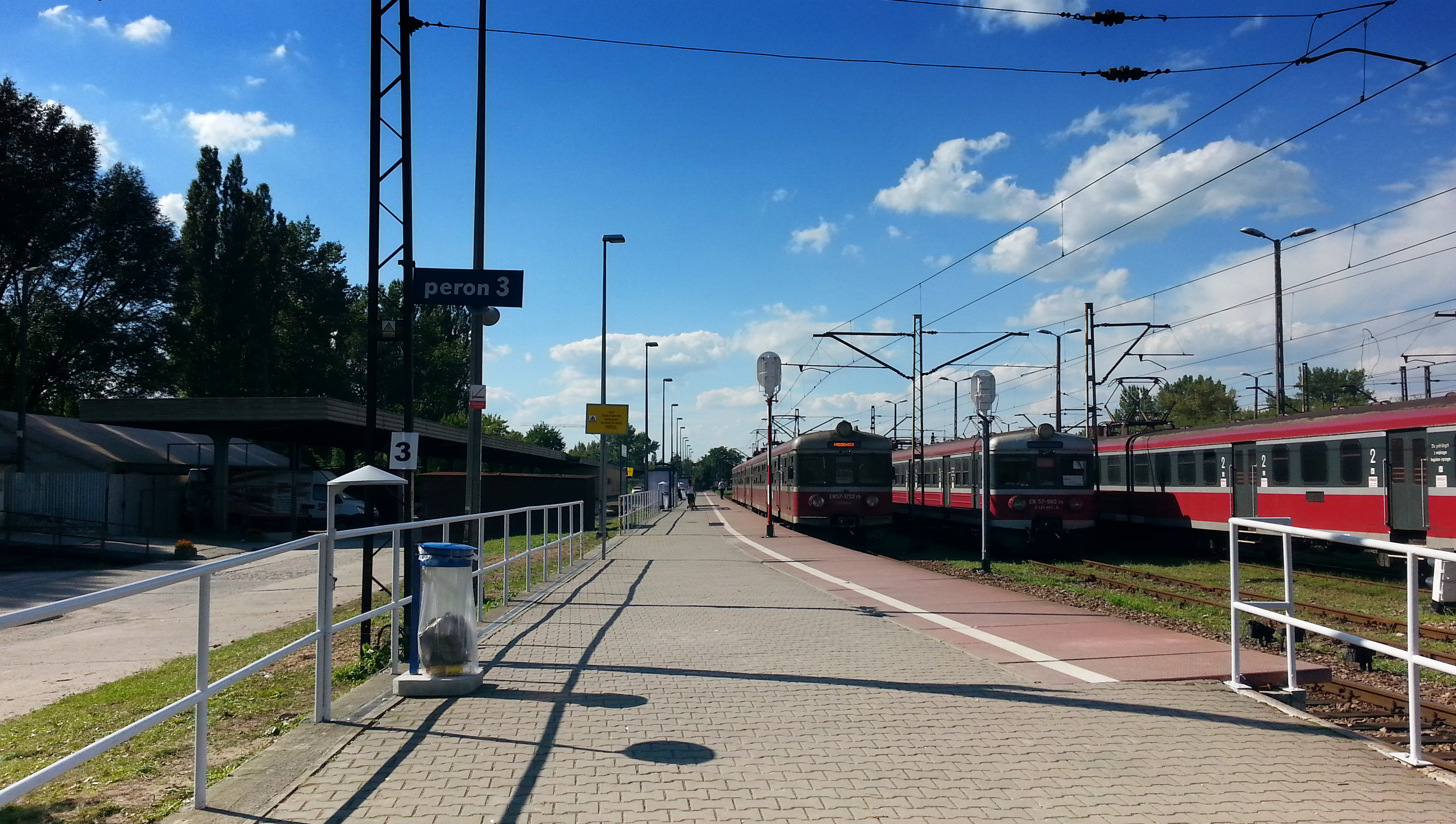
Peron 3 (dawny)
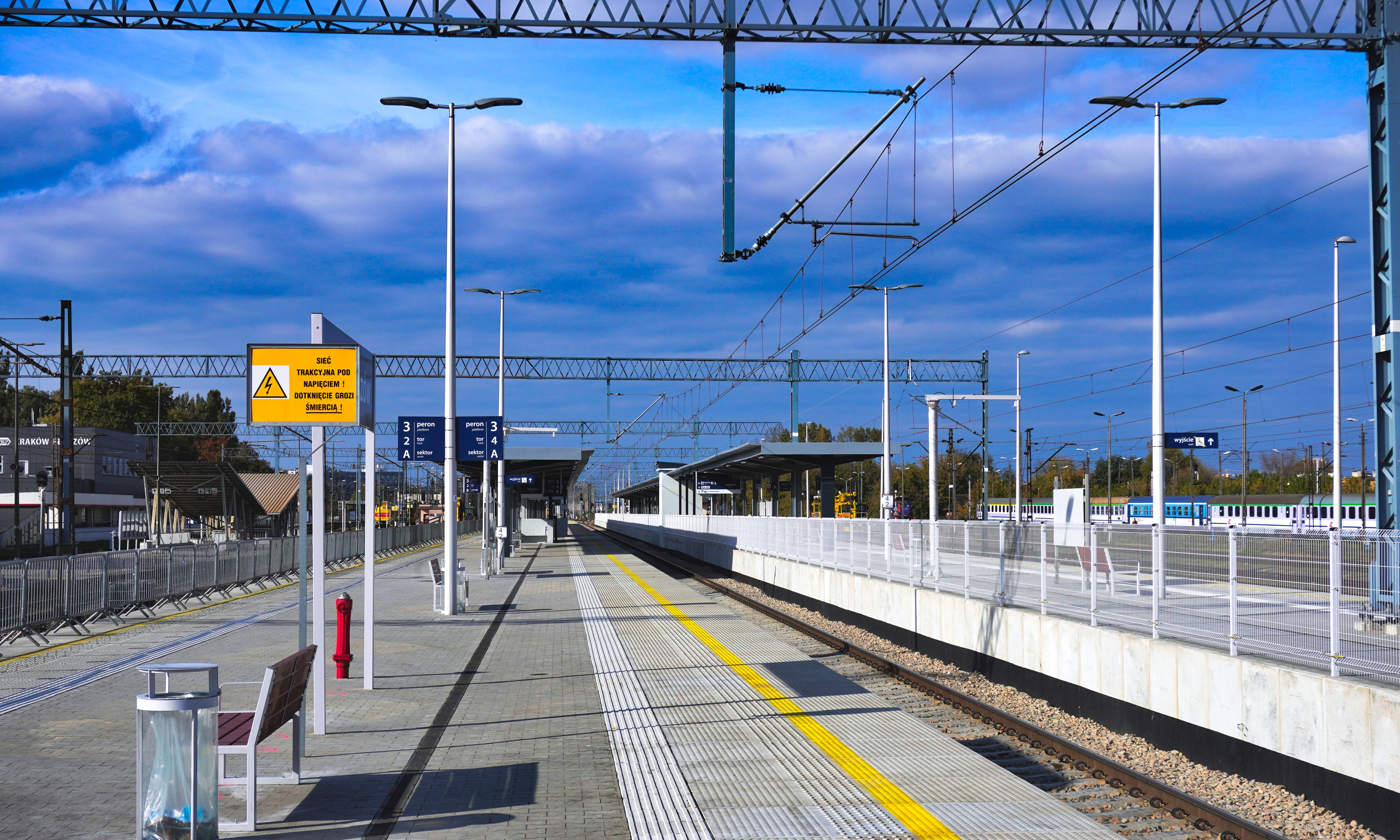
Nowy, oddany do użytku w 2021 roku peron 3 w miejscu dawnego peronu 2, obok po prawej zupełnie nowy, jednokrawędziowy peron 4, widok na północny zachód
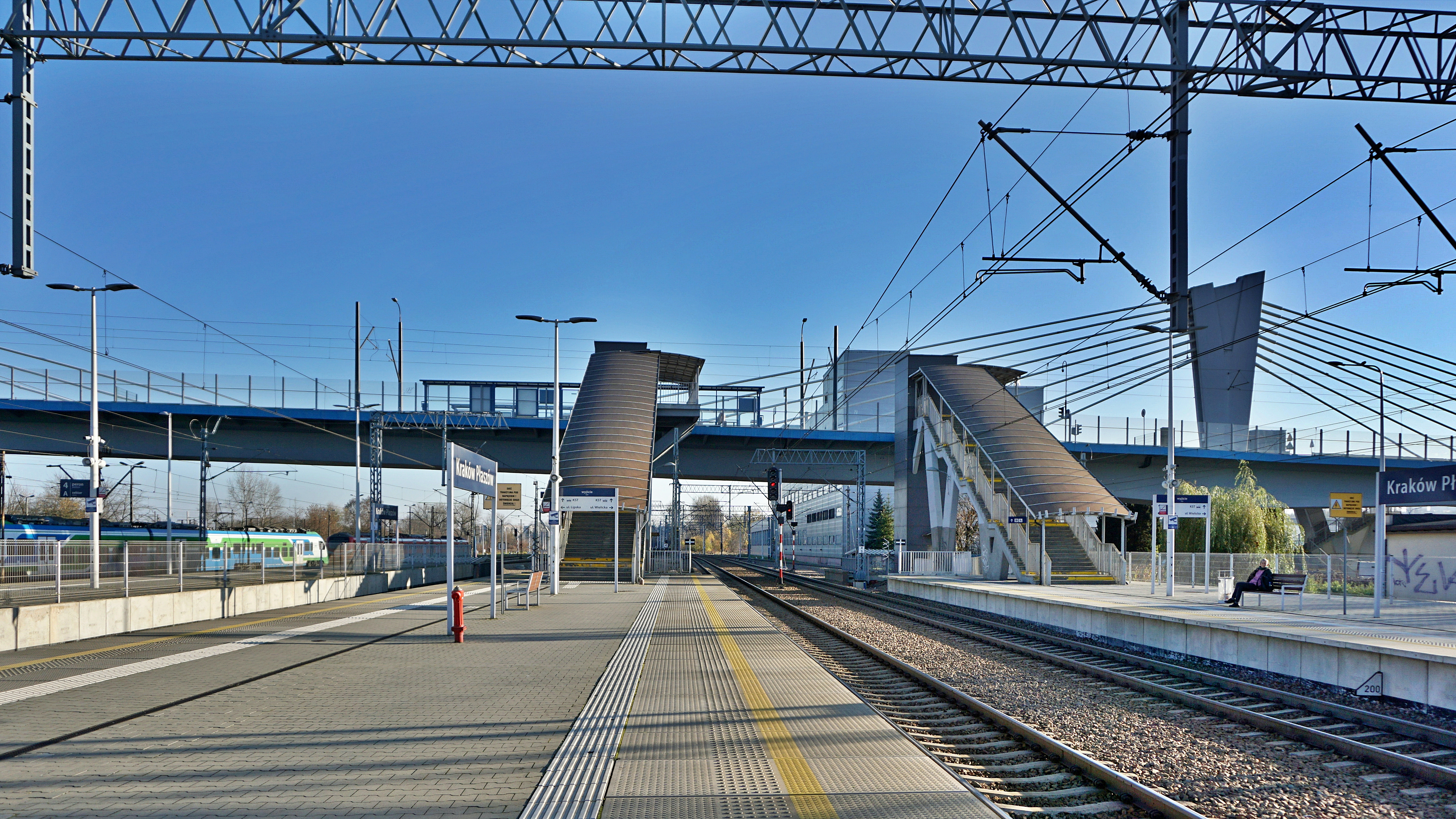
Peron 3, widok na południowy wschód, kierunek Prokocim
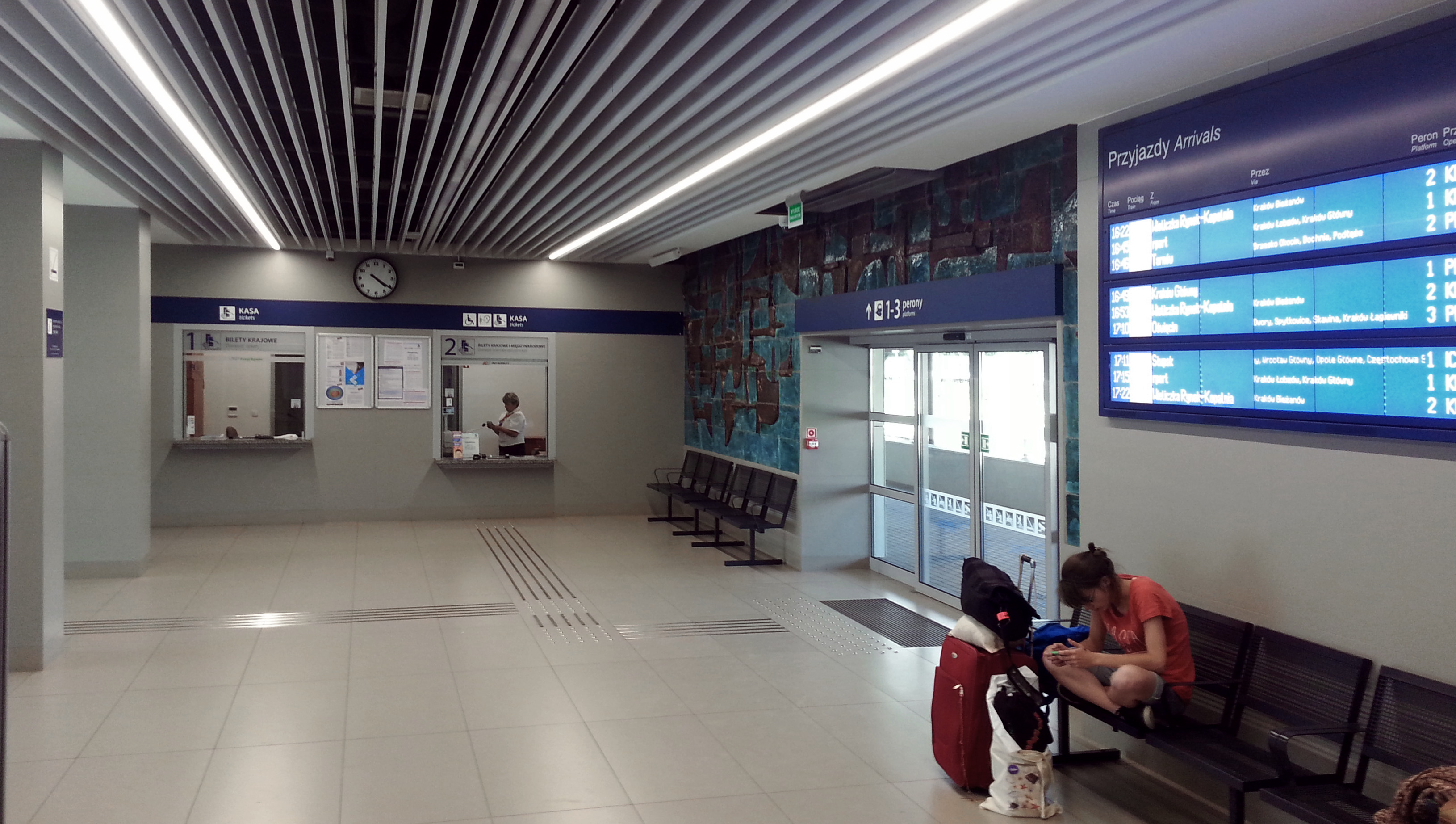
Wnętrze budynku stacyjnego w 2016 roku
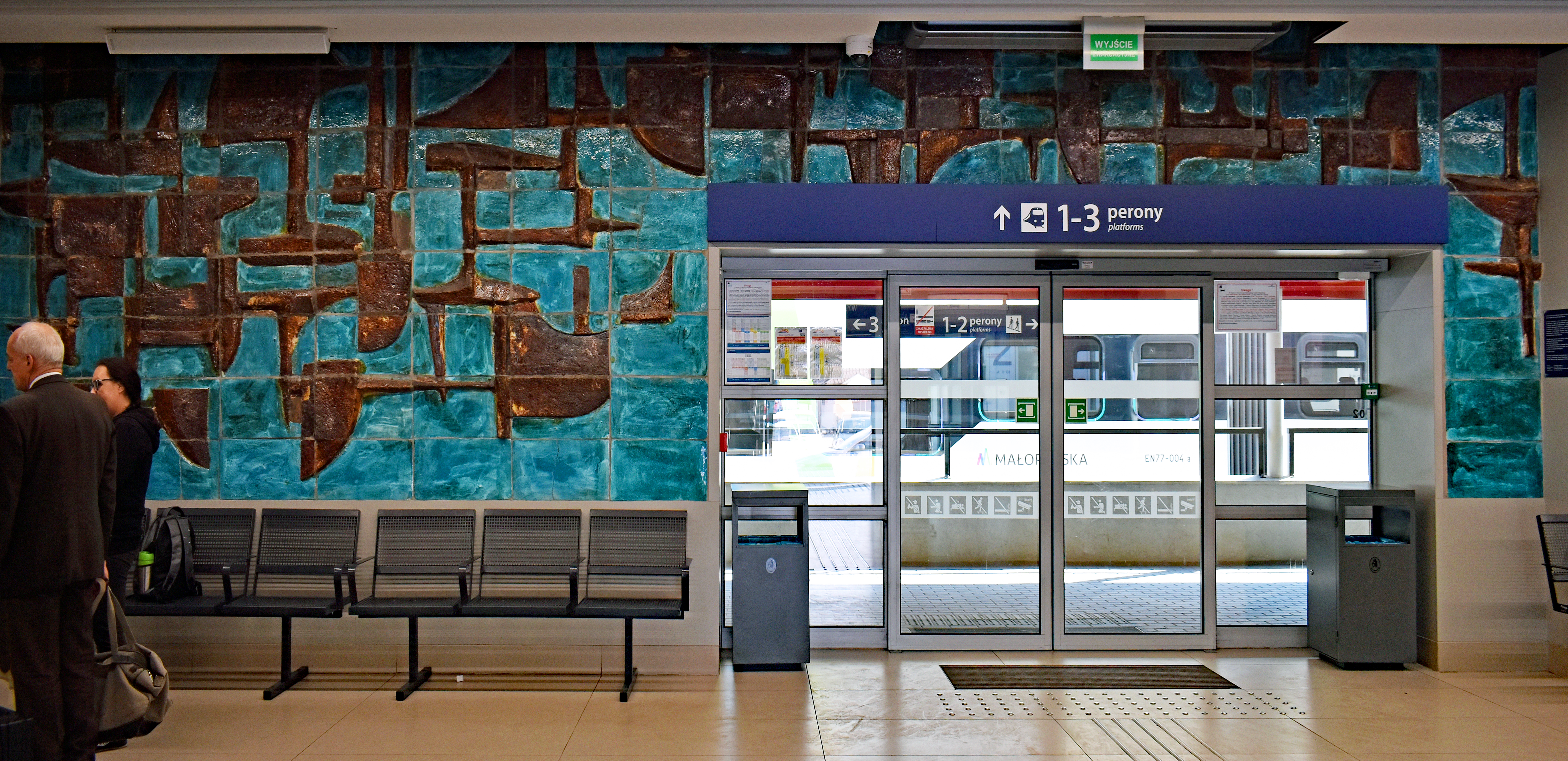
Ceramika wewnątrz budynku dworca
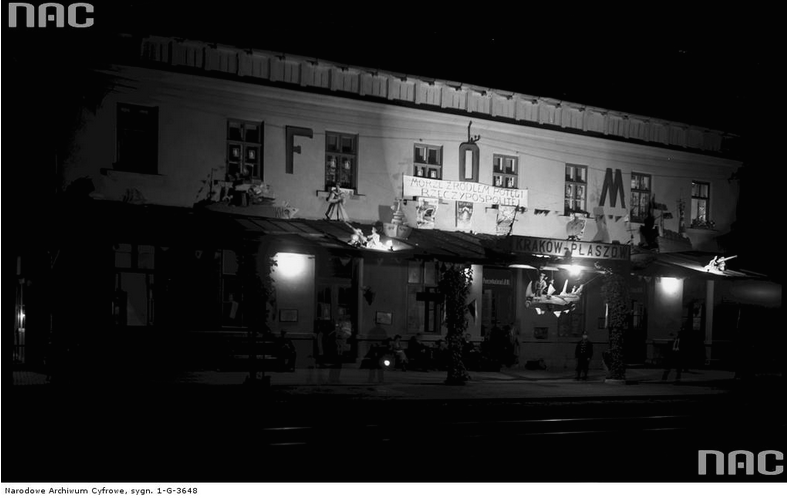
Stary, nieistniejący budynek dworca
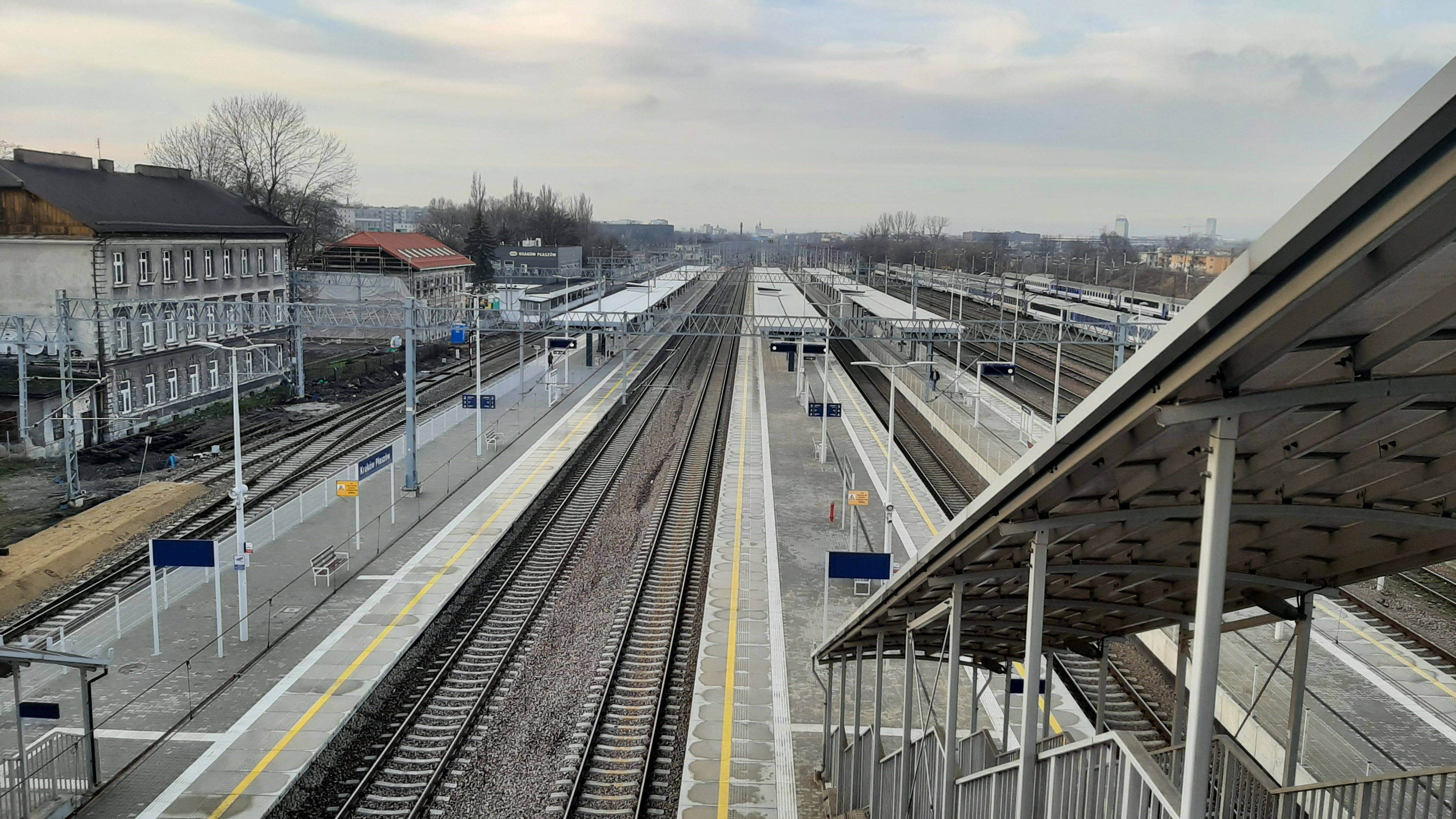
Stacja kolejowa Kraków Płaszów widziana z estakady tramwajowej (2023)
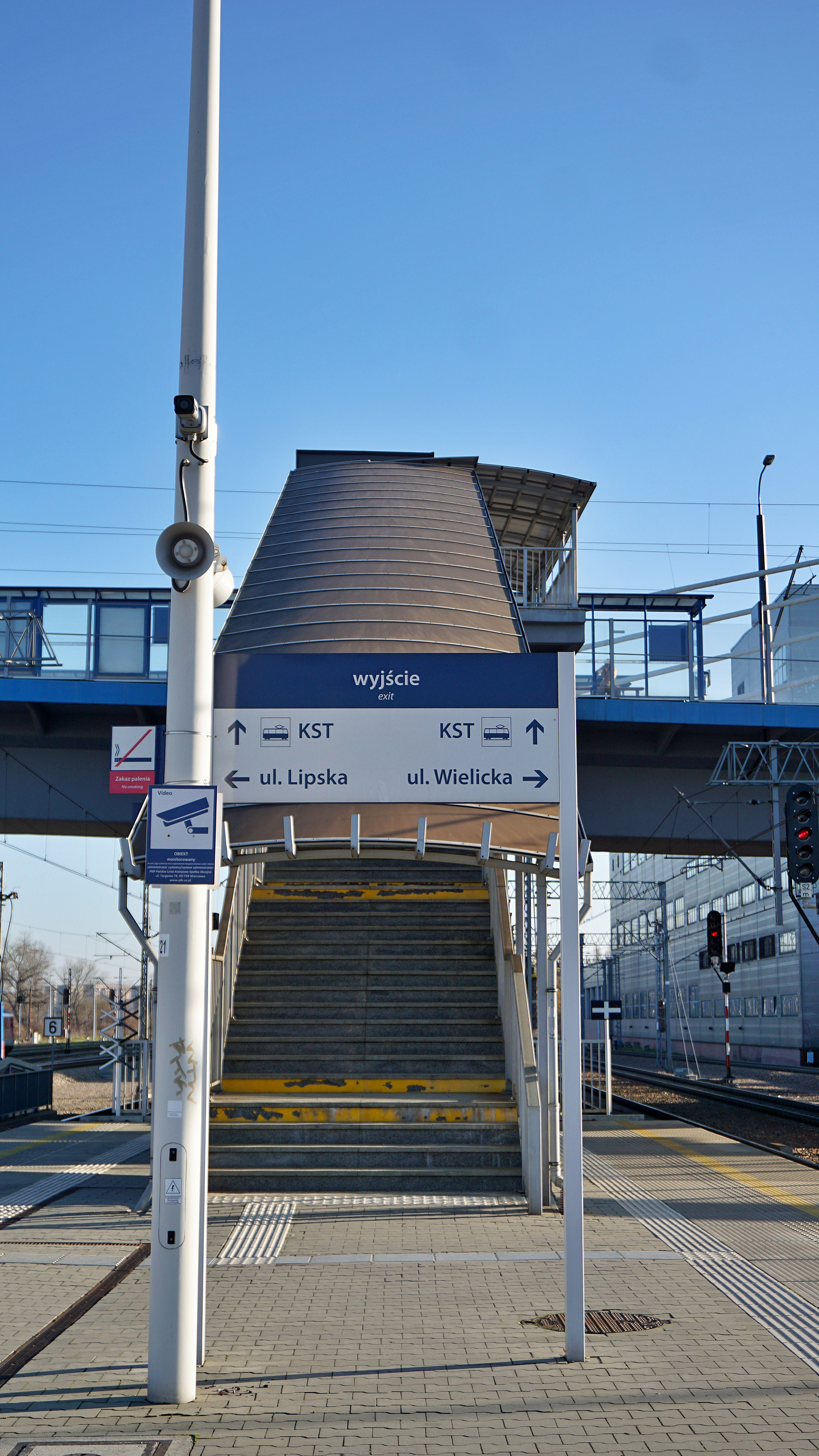
Schody łączące stację z estakadą tramwajową